# K.A.A. Gent
Koninklijke Atletiek Associatie Gent (phát âm tiếng Hà Lan: [ˈkoːnɪŋkləkə ˌʔɑtləˈtik ˌɑsoːˈʃaːsi ˈɣɛnt], tiếng Anh: Royal Athletic Association Ghent), thường được gọi là Gent, là một câu lạc bộ bóng đá, điền kinh, hockey Bỉ đặt trụ sở tại Gent. Đây là một trong những thành viên sáng lập Hiệp hội bóng đá Bỉ.

## Thành tích
- Giải vô địch bóng đá Bỉ:
  - Vô địch (1): 2014-15
  - Hạng nhì (3): 1954-55, 2009-10, 2019-20
- Giải vô địch bóng đá hạng hai Bỉ:
  - Vô địch (4): 1912-13, 1935-36, 1967-68, 1979-80
  - Hạng nhì (1): 1978-79
- Cúp bóng đá Bỉ:
  - Vô địch (4): 1963-64, 1983-84, 2009-10, 2021-22
  - Hạng nhì (2): 2007-08, 2018-19
- Siêu cúp bóng đá Bỉ:
  - Hạng nhì (2): 1983-84, 2009-10
  - người chiến thắng: 2014-2015
- Cúp Intertoto:
  - Hạng nhì (2): 2006, 2007

## Cúp châu Âu
Tính đến  tháng 7 22, 2006:
| Giải           | Số lần tham dự | Số trận | Thắng | Hoà | Thua | Bàn thắng | Bàn thua |
| -------------- | -------------- | ------- | ----- | --- | ---- | --------- | -------- |
| Cúp C2 châu Âu | 2              | 4       | 1     | 1   | 2    | 2         | 5        |
| Cúp UEFA       | 5              | 22      | 6     | 8   | 8    | 23        | 31       |
| Cúp Intertoto  | 5              | 22      | 7     | 6   | 9    | 20        | 27       |

## Cầu thủ

### Đội hình hiện tại
Tính đến 22 tháng 8 năm 2015.
Ghi chú: Quốc kỳ chỉ đội tuyển quốc gia được xác định rõ trong điều lệ tư cách FIFA. Các cầu thủ có thể giữ hơn một quốc tịch ngoài FIFA.
| Số | VT | Quốc gia  | Cầu thủ                                |
| -- | -- | --------- | -------------------------------------- |
| 1  | TM | Bỉ        | Matz Sels                              |
| 3  | HV | Serbia    | Uroš Vitas                             |
| 4  | HV | Brasil    | Rafinha                                |
| 5  | HV | Thụy Điển | Erik Johansson                         |
| 7  | TĐ | Mali      | Kalifa Coulibaly                       |
| 8  | TV | Bỉ        | Thomas Matton                          |
| 9  | TĐ | Bỉ        | Laurent Depoitre                       |
| 10 | TV | Brasil    | Renato Neto                            |
| 12 | TV | Serbia    | Marko Poletanović                      |
| 13 | HV | Serbia    | Stefan Mitrović (cho mượn từ Freiburg) |
| 14 | TV | Bỉ        | Sven Kums (Đội trưởng)                 |
| 15 | TV | Israel    | Kenny Hasan Sayef                      |
| 16 | HV | Israel    | Hatem Abd Elhamed                      |
| 17 | TV | Bỉ        | Hannes van der Bruggen                 |

| Số | VT | Quốc gia             | Cầu thủ             |
| -- | -- | -------------------- | ------------------- |
| 18 | TV | Bosna và Hercegovina | Haris Hajradinović  |
| 19 | TV | Bỉ                   | Brecht Dejaegere    |
| 20 | TM | Bỉ                   | Yannick Thoelen     |
| 21 | HV | Ghana                | Nana Asare          |
| 23 | HV | Đan Mạch             | Lasse Nielsen       |
| 25 | TM | Bỉ                   | Brian Vandenbussche |
| 26 | TĐ | Bỉ                   | Benito Raman        |
| 27 | TĐ | Nigeria              | Moses Simon         |
| 28 | TĐ | Đan Mạch             | Nicklas Pedersen    |
| 32 | TĐ | Bỉ                   | Thomas Foket        |
| 55 | HV | Israel               | Rami Gershon        |
| 70 | TĐ | Bờ Biển Ngà          | Yaya Soumahoro      |
| 77 | TV | Thụy Sĩ              | Danijel Milićević   |

### Ra đi theo dạng cho mượn
Ghi chú: Quốc kỳ chỉ đội tuyển quốc gia được xác định rõ trong điều lệ tư cách FIFA. Các cầu thủ có thể giữ hơn một quốc tịch ngoài FIFA.
| Số | VT | Quốc gia             | Cầu thủ                                   |
| -- | -- | -------------------- | ----------------------------------------- |
| —  | HV | Nigeria              | William Troost-Ekong (từ Haugesund)       |
| —  | TV | Albania              | Enis Gavazaj (từ Roeselare)               |
| —  | TV | Bỉ                   | Jari Vandeputte (từ Eindhoven)            |
| —  | TV | Bosna và Hercegovina | Nermin Zolotić (từ NK Istra 1961)         |
| —  | TĐ | Guyane thuộc Pháp    | Sloan Privat (từ Guingamp)                |
| —  | TĐ | Zambia               | Rodgers Kola (từ Veria)                   |
| —  | TV | Bỉ                   | David Hubert (từ Royal Mouscron-Péruwelz) |

## Cầu thủ nổi tiếng
- Francis Joseph
- Otis Roberts
- Jim Gillespie (1980-82) (1986-??)

## Huấn luyện viên
| - Priem 1901-1909 - Van Steenkiste 1909-1910 - Horta 1910-1912 - Bunyan 1912-1922 - De Rijke 1922-1931 - Staf Pelsmaecker 1931-1941 - Hugi Fenichel 1941-1942 - Willy Steyskal 1942-1943 - Fons Ferchyer 1943-1945 - Edmond Delfour 1945-1951 - Karl Mütsch 1951-1952 - Jules Vandooren 1952-1956 - Edmond Delfour 1956-1959 - Jacques Favre 1959-1960 - Louis Verstraeten 1960-1964 - Max Schirschin 1964-1965 - Jules Labot 1965-1966 - Jules Bigot 1966-1967 - Jules Vandooren 1967-1971 - Istvan Sztani 1971-1973 - Omer Van Boxelaer 1973-1974 - Richard Orlans 1974-1976 | - Freddy Qvick 1976 - Roland Storme 1976-1977 - Norberto Hoffing 1977-1978 - Léon Nollet 1978-1980 - Han Grijzenhout 1980-1981 - Robert Goethals 1981-1983 - Erwin Vanden Daele 1983-1984 - Han Grijzenhout 1984-1987 - Gérard Bergholtz 1987-1988 - Erwin Vanden Daele 1988-1989 - René Vandereycken 1989-1993 - Walter Meeuws 1993-1994 - Lei Clijsters 1994-1997 - Johan Boskamp 1997-1999 - Trond Sollied 1999-2000 - Henk Houwaart 2000 - Patrick Rémy 2000-2001 - Herman Vermeulen 2001-2002 - Jan Olde Riekerink 2002-2003 - Herman Vermeulen 2003-2004 - Georges Leekens 2004-2007 - Trond Sollied 2007-2008 - Michel Preud'homme 2008-2010 - Francky Dury 2010-2011 - Trond Sollied 2011-2013 - Victor Fernandez 2013 - Mircea Rednic 2014 - Peter Balette 2014 - Hein Van Haezebroeck 2014-2015 |